# Olesya Rulin

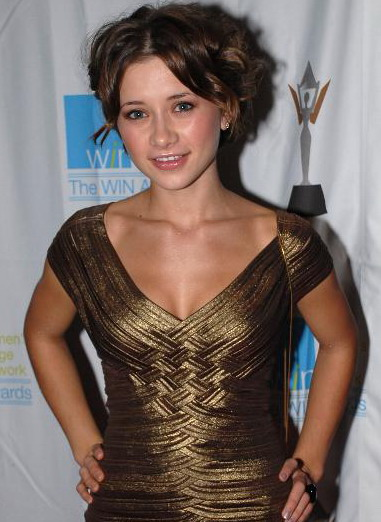

Olesya Yuryevna Rulin (Russisch: Олеся Юрьевна Рулин) (Moskou, 17 maart 1986) is een Amerikaanse actrice. Ze komt oorspronkelijk uit Rusland. Rulin is vooral bekend door haar rol in de Disney Channel Original Movie High School Musical.

## Filmografie
- 2001:The Poof Point
- 2001:Hounded
- 2004:Halloweentown High
- 2005:Urban Legends: Bloody Mary
- 2005:Mobsters and Mormons
- 2006:High School Musical
- 2006:Vampire Chicks with Chainsaws
- 2007:The Dance
- 2007:Forever Strong
- 2007:High School Musical 2: Sing It All or Nothing!
- 2008:High School Musical 3: Senior Year
- 2008:Major Movie Star
- 2010:Expecting Mary
- 2013:Family Weekend

- International Standard Name Identifier: 0000 0000 4769 6210
- Library of Congress Control Number: no2008177708
- MusicBrainz: b9672bb9-4810-46a6-b442-b64211cca597
- Virtual International Authority File: 78608880
- WorldCat: E39PBJtGWQTyRyxbtgthXtqYT3